# José Kaor Dokú
José Kaor Dokú Bermejo (ホセ・カオル・ドク 一 Hose Kaoru Doku?,  Usiacurí, 16 de mayo de 1924-Barranquilla, 20 de diciembre de 2022) fue un futbolista, entrenador y militar colombiano de ascendencia japonesa que se desempeñó como defensor y que jugó en Nariño de Barranquilla, y en Independiente Santa Fe y Millonarios, equipos de la ciudad de Bogotá. Con Santa Fe, tuvo el honor de haber sido parte del primer equipo campeón de la historia del Fútbol Profesional Colombiano en el año 1948. Como militar, estuvo por varios años en la Armada Nacional de Colombia, con la que trabajó en ciudades como Leticia y Bogotá, y además fue soldado voluntario del Ejército Colombiano en la guerra de Corea.

## Biografía
José Kaor Dokú nació en el municipio de Usiacurí, departamento del Atlántico, al norte de Colombia, segundo hijo fruto del matrimonio entre Toshio Dokú, uno de los primeros japoneses en llegar a Colombia, y el primero en casarse en el país, y la criolla Candelaria Bermejo. Fue bautizado como Kaoru Dokú Bermejo, aunque se cambió su nombre por José Kaor Dokú cuándo entró a la Armada Nacional de Colombia, ya que al enlistarse, nadie entendía su nombre. Cuándo era un niño, se fue a vivir junto a su familia a la ciudad de Barranquilla, y se establecieron en el  barrio Abajo, lugar donde su hermano se inclinó por el boxeo, y él por el fútbol.

## Trayectoria

### Inicios
En la ciudad de Barranquilla, fue donde se dio inicio a su carrera como futbolista, la cual empezó con su debut con el Nariño, un equipo aficionado de la época, en la Primera Categoría en el año 1941. En aquel equipo, compartió con su amigo Roberto "Perro" Gámez, quién posteriormente lo recomendó para jugar en Independiente Santa Fe. En el año 1943, ingresó a la Armada Nacional de Colombia, y por motivos de trabajo fue trasladado a la ciudad de Leticia, capital del departamento del Amazonas, donde jugó fútbol con los integrantes de los barcos contra equipos de Brasil y del Perú. Luego fue trasladado nuevamente, pero esta vez fue a la ciudad de Bogotá donde, en el año 1948, se encontró con su amigo Roberto "Perro" Gámez, compañero suyo en el Nariño, y que después de una charla, lo recomendó para jugar con Independiente Santa Fe, equipo que por aquel entonces hacía parte del recién nacido 
Fútbol Profesional Colombiano.

### Independiente Santa Fe
Después de haberse encontrado a su amigo Roberto "Perro" Gámez en las calles del centro de Bogotá, Dokú se presentó a unas pruebas con Santa Fe en Fontibón, y después de una buena actuación con gol olímpico incluido, fue aceptado para formar parte del equipo cardenal. Para jugar tuvo que pedir permiso en la armada, y aunque al principio hubo una negativa, el permiso fue concedido por el capitán de navío Rubén Piedrahíta Arango,  amante del deporte. Su debut con la camiseta albirroja, fue en un partido contra el Deportivo Independiente Medellín, y con el pasar de las fechas, Dokú se afianzó dentro del equipo. Al final del año, Independiente Santa Fe se coronó como el primer campeón de la historia del Fútbol Profesional Colombiano, con Dokú como uno de los integrantes de la nómina que tuvo grandes jugadores como Julio "Chonto" Gaviria, Antonio Julio de la Hoz, Hermenegildo Germán Antón, y Jesús María Lires López entre otros. En los años siguientes, el atlanticense se destacó como uno de los mejores jugadores de Santa Fe, jugando en un equipo con grandes jugadores como Héctor "Pibe" Rial, René Pontoni, Ángel Perucca y Charles Mitten, además de Julio "Chonto" Gaviria y Hermenegildo Germán Antón. Con el equipo bogotano jugó hasta el año 1951, cuándo se fue como voluntario a la guerra de Corea.

### Soldado en la Guerra de Corea
Después del estallido de la guerra de Corea en 1950, y el anuncio del gobierno de la participación de Colombia en el conflicto, José Kaor se enlistó como voluntario del ejército e hizo parte de los combatientes del Batallón Colombia.

### Regreso a Santa Fe
Cuándo finalizó la guerra de Corea en el año 1953, el oriundo de Usiacurí regresó a Colombia, y volvió a jugar en Independiente Santa Fe, con el que jugó hasta final de año, y se retiró del fútbol profesional.

### Equipo de la Armada Nacional
Después de su retiro del fútbol profesional, el atlanticense jugó con el equipo de la Armada Nacional de Colombia, con el que participó de las Olimpiadas Militares y en el que destacó por un par de años.   En el año 1956 fue visto por  Gabriel "El Médico" Ochoa Uribe que lo llevó a Millonarios.

### Millonarios
Con el equipo embajador, debutó en un Clásico bogotano contra su exequipo Independiente Santa Fe, y después jugó en varios partidos e hizo parte de la nómina de Millonarios en 1956 hasta 1957, año en el que finalmente se retiró del fútbol profesional.

### Carrera como entrenador
Después de su retiro definitivo del fútbol profesional, Dokú estuvo alejado del fútbol por un tiempo, hasta que en el año 1960 trabajó como entrenador de la selección de fútbol del Atlántico, y cumplió una gran campaña llevando a su departamento al título del Campeonato Nacional.

## Después del fútbol
Cuándo Dokú estaba para seguir en el cargo de entrenador de la selección del Atlántico, el capitán Rubén Piedrahíta, con quién estuvo en la armada, lo llamó para que trabajara con él en una empresa de construcciones; empresa en la que trabajó por 21 años y de la cual obtuvo una pensión. También fue homenajeado en vida por su trayectoria en un juego entre Junior e Independiente Santa Fe en 2018.

## Fallecimiento
El 20 de diciembre de 2022 falleció por causas naturales a sus 98 años de edad en Barranquilla, siendo el último sobreviviente del primer título de Santa Fe en 1948.

## Clubes

### Como futbolista
| Club                         | País       | Año              |
| Formativas                   | Formativas | Formativas       |
| ---------------------------- | ---------- | ---------------- |
| Nariño de Barranquilla       | Colombia   | 1941-1943        |
| Equipo de la Armada Nacional | Colombia   | 1953-1956        |
| Profesional                  |            |                  |
| Independiente Santa Fe       | Colombia   | 1948-1950 y 1953 |
| Millonarios                  | Colombia   | 1956-1957        |

### Como entrenador
| Club                | País     | Año |
| ------------------- | -------- | --- |
| Selección Atlántico | Colombia | ¿-? |

## Palmarés

### Campeonatos nacionales
| Título              | Club                   | País     | Año  |
| ------------------- | ---------------------- | -------- | ---- |
| Categoría Primera A | Independiente Santa Fe | Colombia | 1948 |

### Subtítulos
| Subtítulos          | Club        | País     | Año  |
| ------------------- | ----------- | -------- | ---- |
| Categoría Primera A | Millonarios | Colombia | 1956 |